# 이상현 (언론인)
이상현(1973년 3월 19일 ~ )은 대한민국의 언론인이다. 1999년부터 2002년까지 세계일보에서 기자로 활동했고, 2002년 MBC에 입사하여 기자로 활동하다 2015년 11월 9일 ~ 2017년 12월 7일 MBC 뉴스데스크 메인 앵커직을 맡은 바 있다. 현재는 통일방송연구소로 옮겼다.

## 경력
- 1999 ~ 2002 세계일보 기자
- 2002 MBC 보도국 기자
- 2002 ~ 2003 MBC 보도국 사회부 기자
- 2003 ~ 2004 MBC 스포츠취재부 기자
- 2004 ~ 2005 MBC 사회1부 기자
- 2005 ~ 2006 MBC 선거방송기획단
- 2006 MBC 사회1부 기자
- 2006 MBC 스포츠취재부 기자
- 2006 MBC 경제부 기자
- 2006 ~ 2007 MBC 경제에디터 산업팀 기자
- 2007 ~ 2008 MBC 스포츠취재부 기자
- 2008 ~ 2009 MBC 경제매거진팀 기자
- 2009 ~ 2010 MBC 뉴스편집2부 기자
- 2010 ~ 2012 MBC 네트워크부 기자
- 2012 MBC 스포츠취재부 기자
- 2012 ~ 2013 MBC 네트워크부 기자
- 2013.08 ~ 2017.12 MBC 보도국 앵커
- 2017.12 ~ 2018 보도본부 대기발령
- 2018 ~ 2020.03 MBC 보도국 뉴스데스크에디터 휘하 라디오뉴스팀
- 2020.03 ~ 2020.10 MBC 스포츠국 기자
- 2020.10 ~ 2023.12 MBC 통일방송연구소 기자
- MBC 통일전망대 기자

## 방송
- 《MBC 뉴스투데이》 : 2013년 8월 5일 ~ 2015년 11월 6일(평일)
- 《MBC 뉴스데스크》: 2015년 11월 9일 ~ 2017년 12월 7일(평일)